# M1150 Assault Breacher Vehicle
Un M1150 Assault Breacher Vehicle (ABV) est un char du génie/char de déminage américain basé sur le châssis du char de combat M1A1 Abrams.

## Historique
Succédant au M728 qui était basé sur le châssis du char M60, le M1150 ABV est en service depuis 2008 dans l'United States Marine Corps  (20 exemplaires) et depuis 2012 dans l'US Army, qui a équipé ses 9 brigades blindées de 6 de ces engins chacune.
La première utilisation à grande échelle du M1150 ABV par l'United States Marine Corps a eu lieu dans le cadre de la bataille de Marjah dans le sud de l'Afghanistan pendant la guerre d'Afghanistan en 2009-2010. 
Le 22 février 2024, un M1150 est perdu au combat pour la première fois lors de la bataille d'Avdiïvka par l'armée ukrainienne. Le 3 mars, il est confirmé visuellement qu'un autre est perdu au combat près du village de Berdych.

## Description
Ce blindé chenillé est spécialisé dans le déminage est équipé de deux lignes de déminage M58 MICLIC qui lancent des fusées tirant des lignes de charges explosives permettant de créer une brèche dans un champ de mines en les faisant exploser. Il sert également à dégager les voies d'accès pour d'autres chars. Une lame de bulldozer ou une charrue de déminage de 3,432 tonnes ou encore un rouleau de déminage de 9,005 tonnes peuvent être montés à l'avant du blindé. Un système d'enfonce-pieux pneumatique est installé à l'arrière du blindé, il permet de baliser le chemin déminé. 
Le M1150 ABV peut converti en version télécommandée à distance,.

## Utilisateurs
- Australie : 29 M1150, commande approuvée par le Defense Security Cooperation Agency le 29 avril 2021[8],[9].
- Bahreïn : 8 M1150, commande approuvée par le Defense Security Cooperation Agency le 19 mars 2024[10]
- Roumanie : 4 M1150, commande approuvée par le Defense Security Cooperation Agency le 9 novembre 2023[11],[12].
- Ukraine : nombre inconnu de M1150, présent à l'occasion de la Journée des forces de missiles et de l'artillerie et de la Journée des troupes du génie 2023[13],[14].

- États-Unis :
  -  United States Army : 149 M1150 sont en service en 2023[15].
  -  United States Marine Corps : 42 M1150 sont en service en 2023[15].

## Galerie

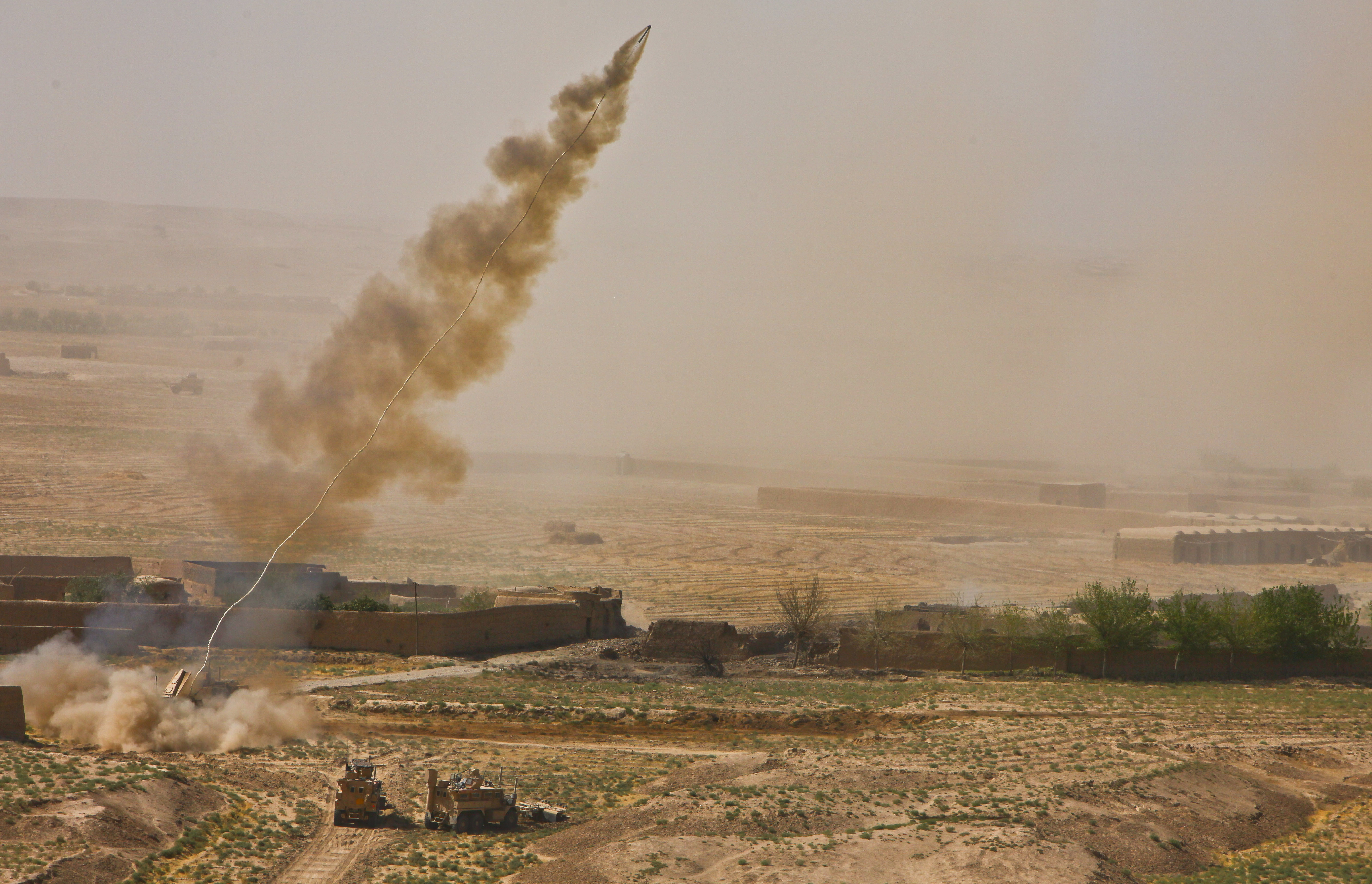
Lancement de la ligne explosive.
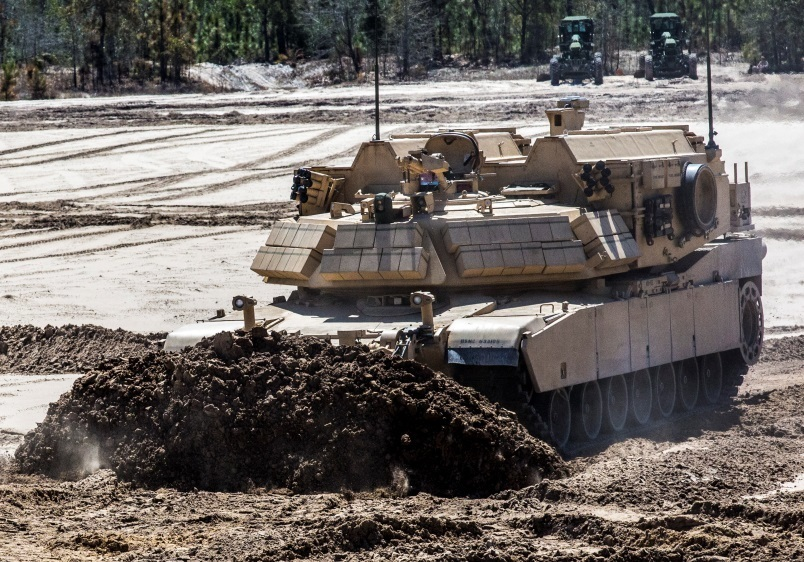
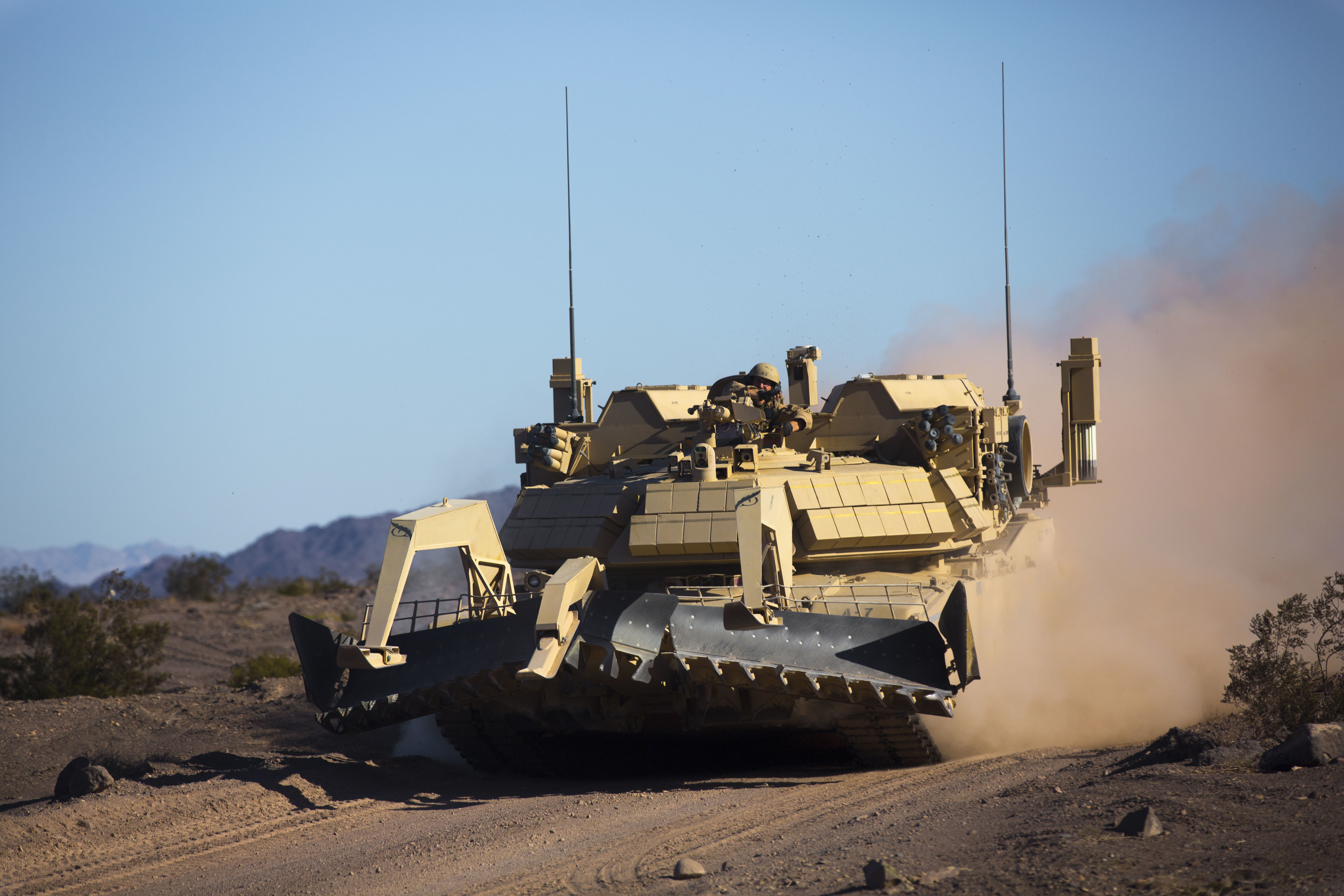
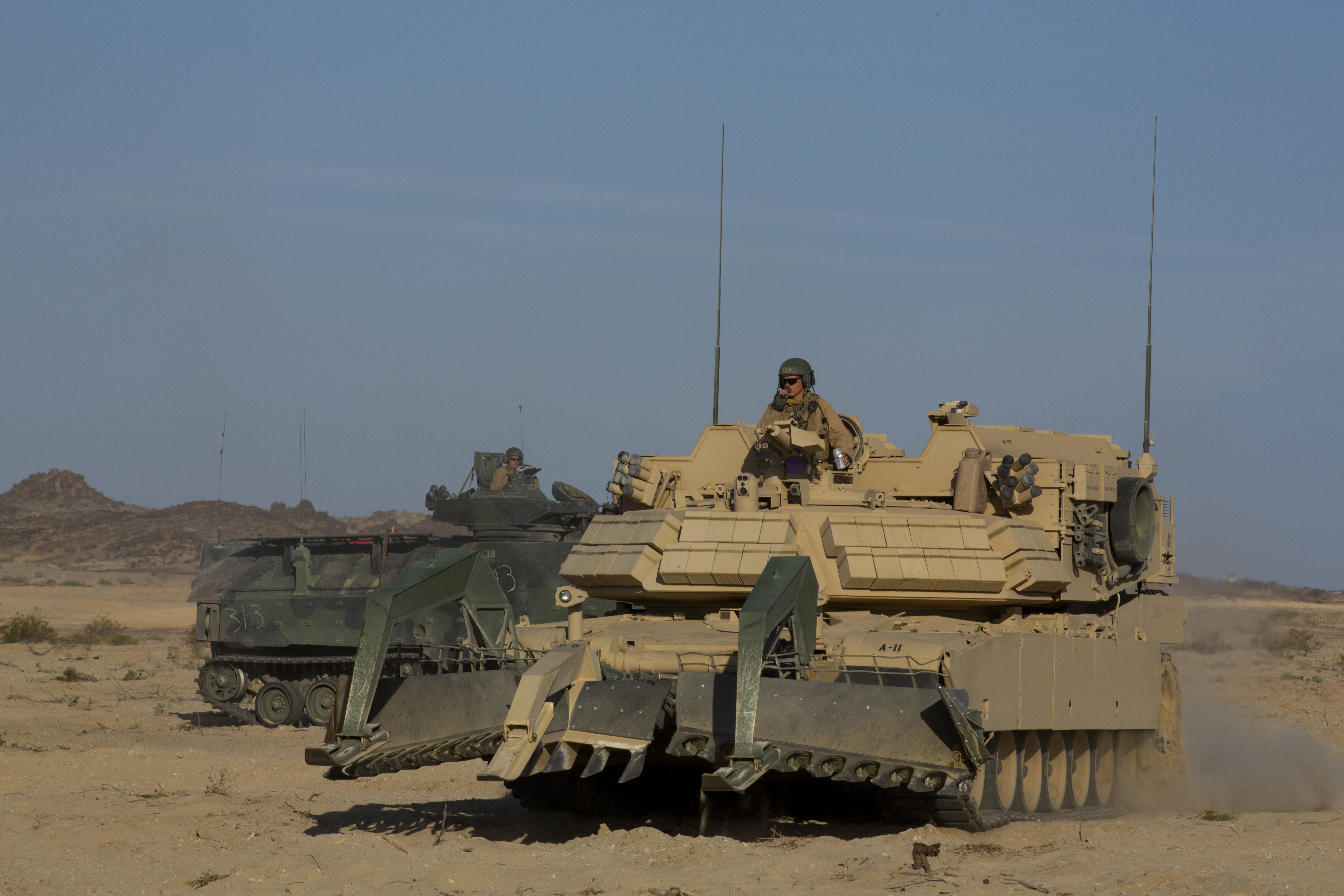
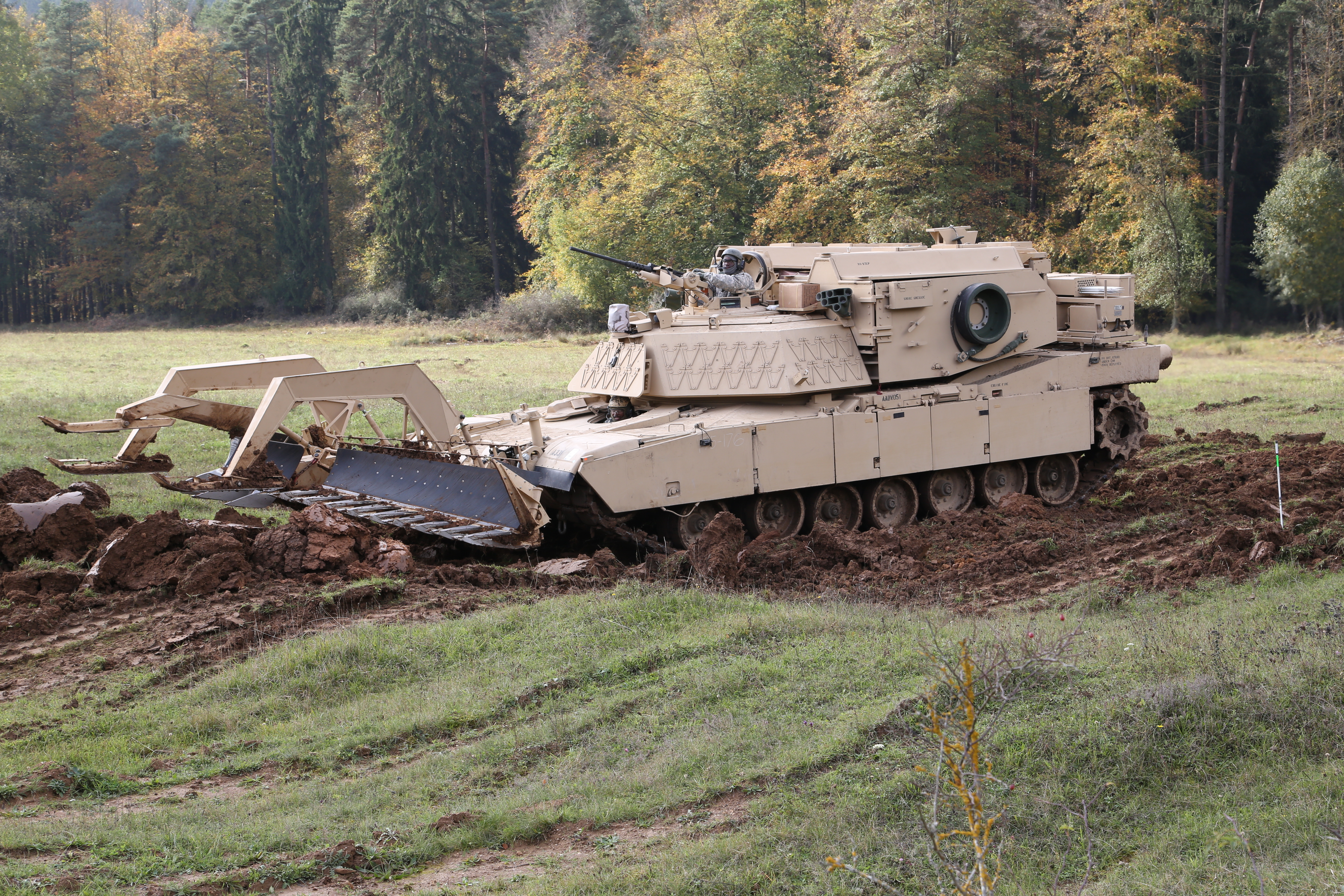